# ソウル特別市の乗用車曜日制
乗用車曜日制（じょうようしゃ ようびせい、韓国語：승용차 요일제）は、大韓民国のソウル特別市が、2003年7月から推進している市民実践運動である。月曜日から金曜日の間の1日、市民が各自、自動車を休ませる日を定め、該当の曜日には自動車を運転しないことをいう。推進背景としては、清らかできれいなソウルの都市環境を造り、交通混雑を緩和し、エネルギーを節約するためであり、自家用の乗用車の運転を自制して、公共交通を利用しようということにある。
- 加入対象 : ソウル特別市・京畿道・仁川広域市の10人乗り以下の非営業用乗用車と乗合自動車。
- 加入方法 : 市庁、区庁、洞住民センターを訪問し申し込むか、乗用車曜日制ホームページを通じてインターネットから申し込み、電子タグを受領し、車両に貼付する。
- 加入者への特典 : 年間の自動車税5％減免、南山トンネル混雑通行料50％減免、公営駐車場駐車料金20％割引、居住者優先駐車区域申し込み時に優先権などを付与。
- 未遵守時の処理 : 年間3回以上運休日を遵守しなかった場合は、当該年度の自動車税および南山混雑通行料の減免が取り消されるか停止される。
- 施行時期 : 2006年1月19日より。
- 自動車税減免適用時点 : 受領した電子タグを車両に貼付した時点より。

## 参考
- 乗用車曜日制、ソウル特別市

この記事にはソウル特別市で知識共有プロジェクトを通してパブリックドメインで公開されたソウル特別市の著作物を基礎に作成した内容が含まれています。